# Džebedžija
Džebedžija (tur. cebeci, od cebe: bojni oklop), u Osmanskom carstvu vojnički red za čuvanje i prijevoz oružja i streljivo. Red je osnovan za vrijeme sultana Mehmeda II. i imao je 700 ljudi. 
U doba Murata III. njihov broj se povećao na oko 7000 pripadnika. Prva vojna obuka reda uvedena je za vrijeme vladavine sultana Selima III., a provodila se dva puta tjedno.  
Na čelu reda nalazio se džebedžibaša. Odred džebedžija organizacijski se dijelio na buljuke i džemate, a bio je smješten u Istanbulu i ostalim krajiškim gradovima Bosne i Hercegovine gdje su do kraja 16. stoljeća sačinjavali dio posade po kapetanijama.
Kao vojnički red ukinuti su 1826. godine.  